# Rosa García García
Rosa García García (Madrid, 17 de enero de 1965) es una matemática y directiva española, fue presidenta y consejera delegada de Siemens en España, presidenta de la Cámara de Comercio Alemana en España y presidenta no ejecutiva de la recién creada Siemens Gamesa Renewable Energy y fue consejera independiente de Acerinox y Bankinter. Además, es miembro del Consejo Asesor Universitario de la Universidad Europea de Madrid. Casada y con tres hijos, ha desempeñado la mayor parte de su carrera profesional en Estados Unidos.

## Carrera profesional
Licenciada en Ciencias Matemáticas por la Universidad Autónoma de Madrid, ha desarrollado su carrera en el sector de las Tecnologías de la Información. Comenzó en 1986 como Técnico de Apoyo en HSC (empresa española de distribución de material informático) para incorporarse poco después a NEC Group como Directora de Soporte Técnico. Tres años más tarde fue nombrada Directora Regional de WordPerfect en España.
En 1991, se incorporó a Microsoft Ibérica como Directora de Soporte Técnico para trasladarse en 1996 a la matriz de la compañía en Redmond (EE. UU.) y trabajar conjuntamente con el CEO y presidente Steve Ballmer, como directora de Proyectos Estratégicos Corporativos.
En el 2000, fue nombrada directora general Corporativa de Ventas y Marketing de Partners de Microsoft y, en mayo de 2002, volvió a España para asumir la máxima responsabilidad de Microsoft Ibérica como presidenta de la compañía. En 2008 fue nombrada vicepresidenta de Microsoft Western Europe.
El 1 de octubre de 2011, se incorpora a Siemens como presidenta y Consejera en España, sustituyendo a Francisco Belil. Desde el 30 de septiembre de 2013, es Consejera de Acerinox, y ha permanecido en el Consejo de Administración de Banesto hasta su fusión con Banco Santander en abril de 2013. 
Actualmente es consejera independiente de Bankinter y presidenta de la Cámara de Comercio Alemana. Es colaboradora habitual en temas de innovación y liderazgo en diferentes medios de comunicación.

## Premios y reconocimientos
Rosa García es Consejera de la Asociación para el Progreso de la Dirección (APD)  y miembro del Forum de Alta Dirección. Ha recibido, entre otros, el "Premio a la Mujer Directiva" que otorga la Federación Española de Mujeres Directivas y Empresarias (FEDEPE), el de "Directivo del Año" que concede la Asociación Española de Directivos (AED) y el de Mujer Directiva que otorga la Asociación Española de Mujeres Empresarias (ASEME). 
Distinguida como Directivo del Año por las revistas especializadas en Tecnologías de la Información Computerworld y Computing, ha sido merecedora del "Premio Nacional Alares a la Conciliación de la Vida Laboral, Familiar y Personal en la categoría de Directivos".